# Casa de Orleans-Borbón

Armas de Antonio y Luisa Fernanda duques de Montpensier

La Casa de Orleans-Borbón es una casa nobiliaria franco-española originada por la unión de Antonio de Orleans, duque de Montpensier, de la casa de Orleans, con María Luisa Fernanda de Borbón, infanta de España, de la casa de Borbón. La rama principal de sus descendientes ostentaron hasta fechas recientes la dignidad de infantes de España y mantienen el título de duques de Galliera. El título de duque de Montpensier se desvinculó de la rama principal de la familia. 
El matrimonio estableció su residencia en Andalucía, entre el Palacio de San Telmo de Sevilla y Palacio de Orleans-Borbón, residencia veraniega de Sanlúcar de Barrameda.

## Jefes de familia
- Antonio de Orleans y Borbón-Dos Sicilias y María Luisa Fernanda de Borbón y Borbón;
- Antonio de Orleans y Borbón (1890-1930)
- Alfonso de Orleans y Borbón (1930-1975)
- Álvaro de Orleans y Sajonia-Coburgo-Gotha (1975-1977)
- Alfonso de Orleans-Borbón y Ferrara-Pignatelli (1977)

## Duques de Montpensier
- Antonio Felipe de Orleans (1775-1807)

## Duques de Galliera
- Antonio de Orleans y Borbón-Dos Sicilias (1877-1890)
- Antonio de Orleans y Borbón (1890-1930)
- Alfonso de Orleans y Borbón (1930-1937)
- Álvaro de Orleans y Sajonia-Coburgo-Gotha (1937-1997)
- Alfonso de Orleans-Borbón y Ferrara-Pignatelli (1977)